# زیردریایی کلاس کگنی

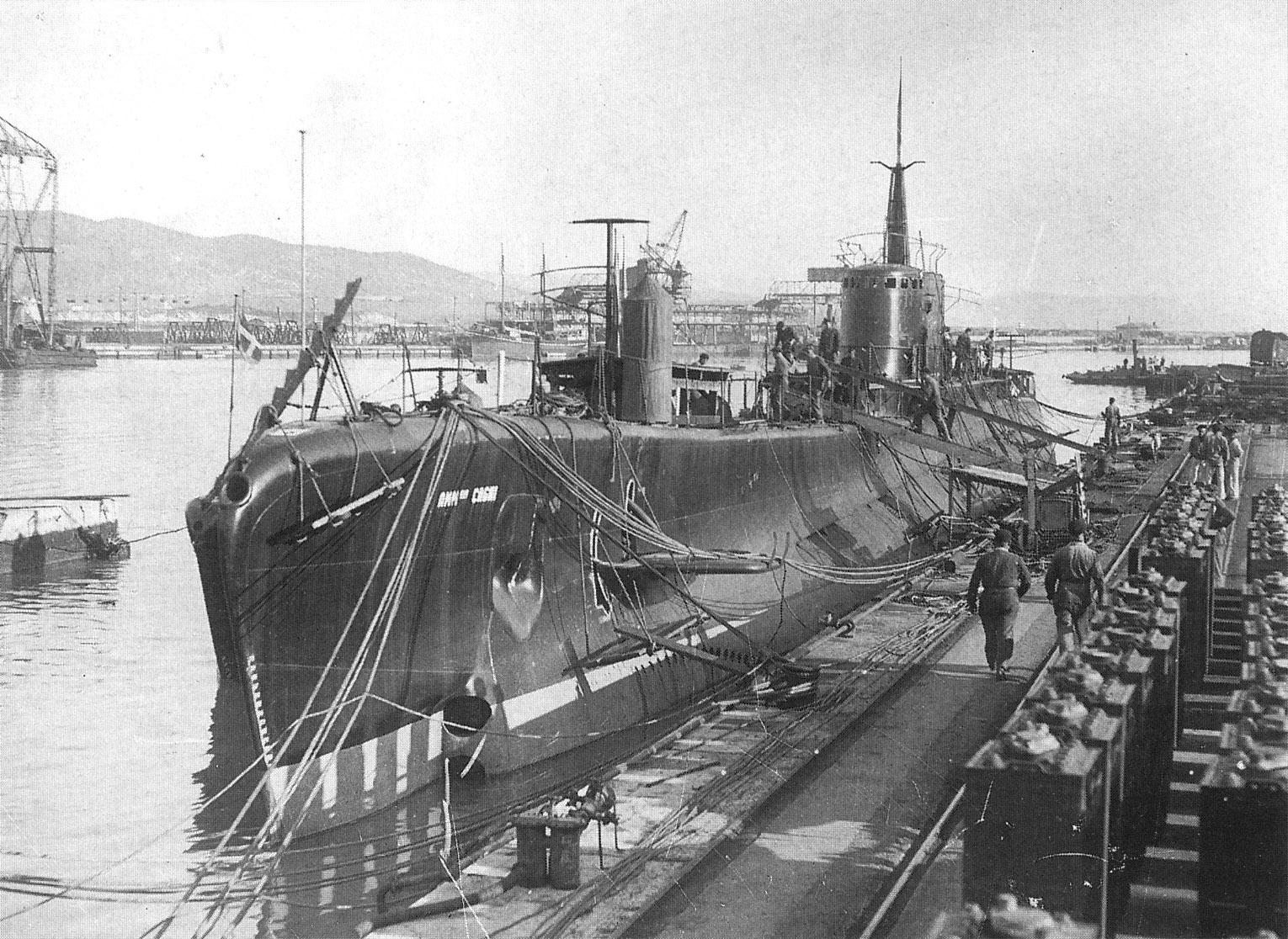
زیردریایی کلاس کگنی میتوان طول این زیردریایی را مشاهده کنید

سابمارین کلاس کگنی (به انگلیسی: Cagni-class submarine) یک کلاس از زیردریایی است که طول آن 87.9 5m می‌باشد.